# ペルシャの子守歌〜わたしの花〜
「ペルシャの子守歌〜わたしの花〜」（ペルシャのこもりうた わたしのはな）は、1984年6月 - 7月にNHKの『みんなのうた』で放送された曲。
作詞：山川啓介、作曲：イラン民謡、編曲：田中正史、歌：加藤登紀子。

## 概要
原曲は「لالا لالا، گل لاله（Lala lala gole laleh）」というイランのケルマーン州の伝統的な子守唄。
『みんなのうた』で放送された歌詞の内容は原曲と多少異なり、母が子供に語り掛けながら寝かしつける子守歌となっている。なお初放送当時はイラン・イラク戦争の最中だった。
映像は黒いチャードルを着た女性と揺り籠で寝る子供が登場するアニメーションで、背景にはペルシャ絨毯の模様が描かれている。アニメーション製作は芝山努が担当した。
放送から1年後の1985年6月 - 7月と1年9か月後の1987年4月 - 5月に再放送。2024年4月には37年ぶりにラジオで再放送された。
2024年現在、加藤登紀子歌唱の音源は発売されていない。